# نورت شور (کالیفرنیا)

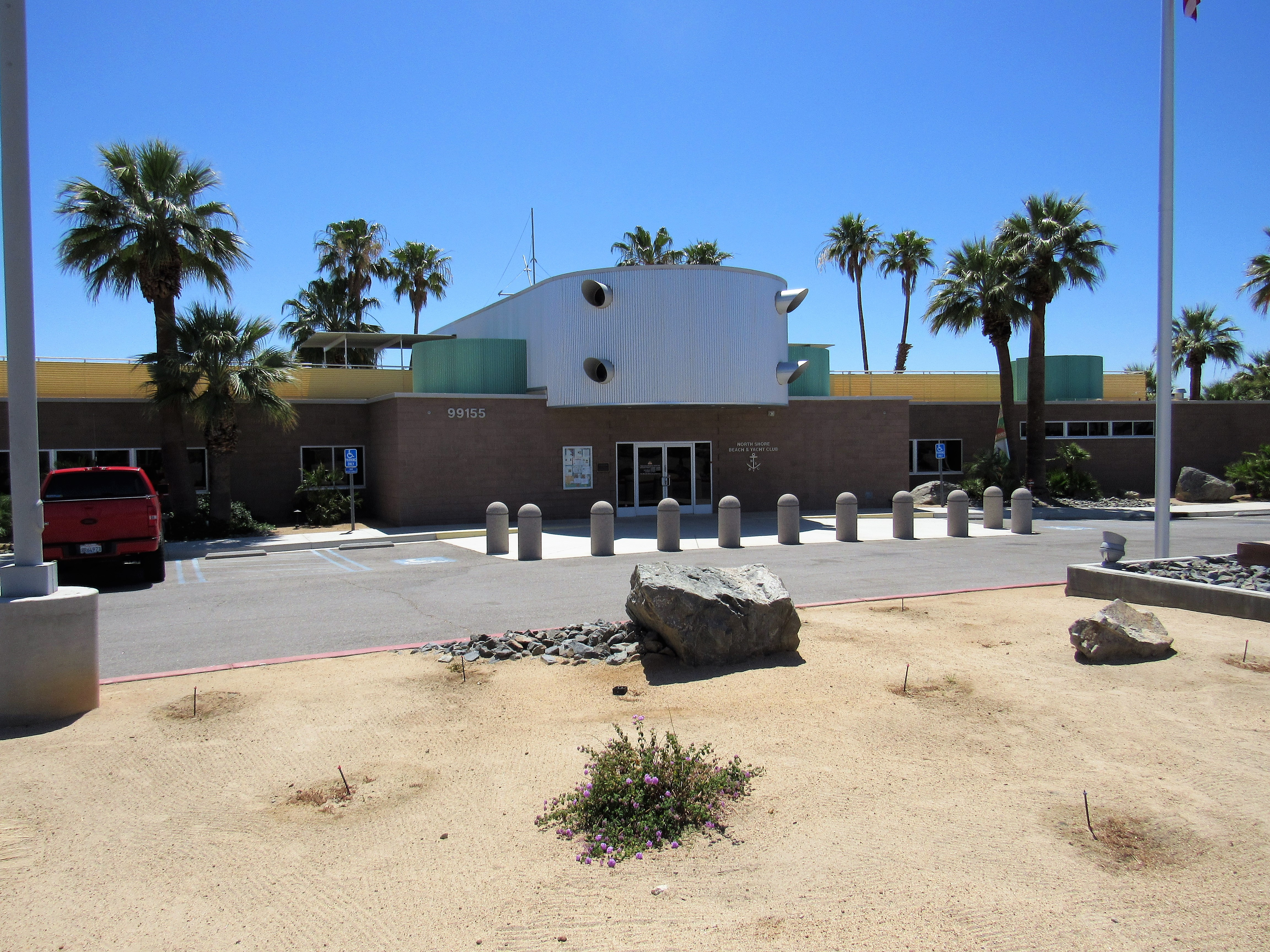
ساحل "نورت شور" و باشگاه قایق بادبانی در دریای "سالتون" واقع در «نورت شور، کالیفرنیا»

نورت شور (به انگلیسی: North Shore) یک منطقهٔ مسکونی در ایالات متحده آمریکا است که در شهرستان ریورساید، کالیفرنیا واقع شده‌است. نورت شور ۲۸٫۹۴۹ کیلومتر مربع مساحت و ۳٬۴۷۷ نفر جمعیت دارد و -۲۱٫۰۳ متر بالاتر از سطح دریا واقع شده‌است.